# Llista d'alcaldes de Badajoz

Escut de la ciutat de Badajoz

Aquesta és la llista d'alcaldes de Badajoz, encarregats de presidir l'Ajuntament de Badajoz (Extremadura) segons la Llei de Bases de Règim Local. Actualment Francisco Javier Fragoso (PP) ocupa el càrrec d'alcalde de Badajoz des de 2013.

## Seglexviii
- Luis Portél (1742-1752)
- Carlos Witte y Pau (1795-1807)

## Seglexix
- José María López y Rastrollo
- Tiburcio García Gallardo (1834-1836)
- Juan González Anleo (1834-1836)
- Gabriel Rodríguez Barrientos (1899-1901)

## Segle XX
- José Muñiz Rodríguez (c. 1902)
- Alberto Merino de Torres (1905)
- Alfonso Soriano de Salas (?-1909)
- Leopoldo Robles Cuellar (1909)
- José Galache Hoyuelos (1910)
- Braulio Tamayo Zamora (1912)
- Leopoldo Robles Cuellar (1913)
- Emilio Martínez González de la Riva(1913)
- Juan Antonio Rodríguez Machín (1916-1917).
- Juan Antonio Gervas Cubillo (1923)
- Antonio del Solar y Taboada (1924-1928)
- Francisco Eladio López Alegría (1931). Alcalde elegit a les eleccions d'abril de 1931. Fou afusellat pels militars revoltats al començament de la Guerra Civil.[1]
- Juan Antonio Rodríguez Machín (1932-1933). Fou afusellat pels militars revoltats al començament de la Guerra Civil.
- Sinforiano Madroñero Madroñero (1933-1934, 1936). Alcalde en produir-se la revolta militar que donà origen a la Guerra Civil Espanyola. Fou afusellat pels militars revoltats al començament de la Guerra Civil.
- Fernando Calzadilla Maestre (1941-1944)
- Antonio Masa Campos (1944-1954)
- Ricardo Carapeto Burgos (1954-1961)
- Emilio García Martín (1961-1970)
- Antonio Cuéllar Casalduero (1970-1972)
- Jaime Montero de Espinosa (1972-1975)
- Luis Movilla Montero (1975-1983). Últim alcalde franquista i primer alcalde de la democràcia, elegit en 1979, per la UCD.
- Manuel Rojas Torres (1983-1991), pel PSOE.
- Gabriel Montesinos (1991-1995), pel PSOE.
- Miguel Ángel Celdrán Matute (des de 1995), pel PP.
- Francisco Javier Fragoso (des de 2013), pel PP.